# 威廉·库珀 (贝壳学家)

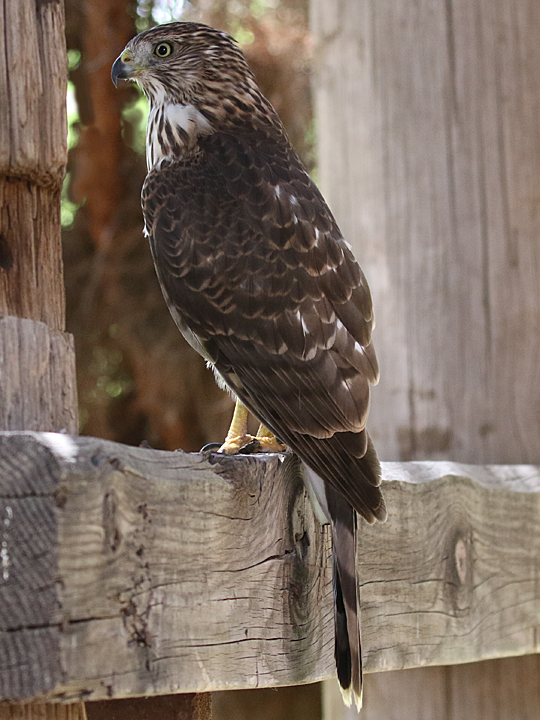
庫柏鷹

威廉·庫珀（英語：William Cooper，1798年—1864年）是美國自然學家、貝殼學家和收藏家。
庫珀在歐洲從1821年到1824年從事動物學研究，之後前往北美洲的新斯科舍、肯塔基和巴哈馬採集標本。雖然他不是一個作家，他的標本對他人有很大的幫助，如約翰·詹姆斯·奧杜邦、查爾斯·呂西安·波拿巴和托馬斯·納托爾。波拿巴以他的名為庫柏鷹命名，以紀念庫珀在1828年收集到的標本。
他是纽约自然史学院（後來的紐約科學院）其中一位創始人，也是美國第一位倫敦動物學會會員。

## 亲属
他是詹姆斯·格雷汉姆·库柏（1830至1902年）的父亲，詹姆斯是名醫生和著名的獨立博物學家。